# Apodi
Apodi es un municipio en el estado del Río Grande del Norte (Brasil), localizado en la región de la Chapada de Apodi, en la Microrregión de Chapada do Apodi, en la mesorregión del Oeste Potiguar y en el Polo Costa Blanca. De acuerdo con el censo realizado por el IBGE (Instituto Brasilero de Geografía y Estadística) en el año 2007, su población es de 40.632 habitantes. Área territorial de 1.602 km². La precipitación media es de 722,0 mm.
El municipio fue emancipado de Portalegre a través de la Resolución del Consejo General de la Provincia del Río Grande.

## Historia de la Ciudad
En el año de 1766 fue creado el distrito de Apodi. Su parroquia fue instalada por Don Francisco Xavier Aranha, del obispado de Olinda y Recife, el 3 de febrero del mismo año.

## Economía
De acuerdo con datos del IPEA del año de 1996, el PIB era estimado en R$ 17,44 millones, siendo que el 37,8% correspondía a las actividades basadas en la agricultura y en la ganadería, el 3,1% a la industria y el 59,0% al sector de servicios. El PIB per cápita era de R$ 573,43.
En 2002, conforme estimaciones del IBGE, el PIB había evolucionado a unos R$ 132,34 millones y el PIB per cápita a R$ 3.777,00.

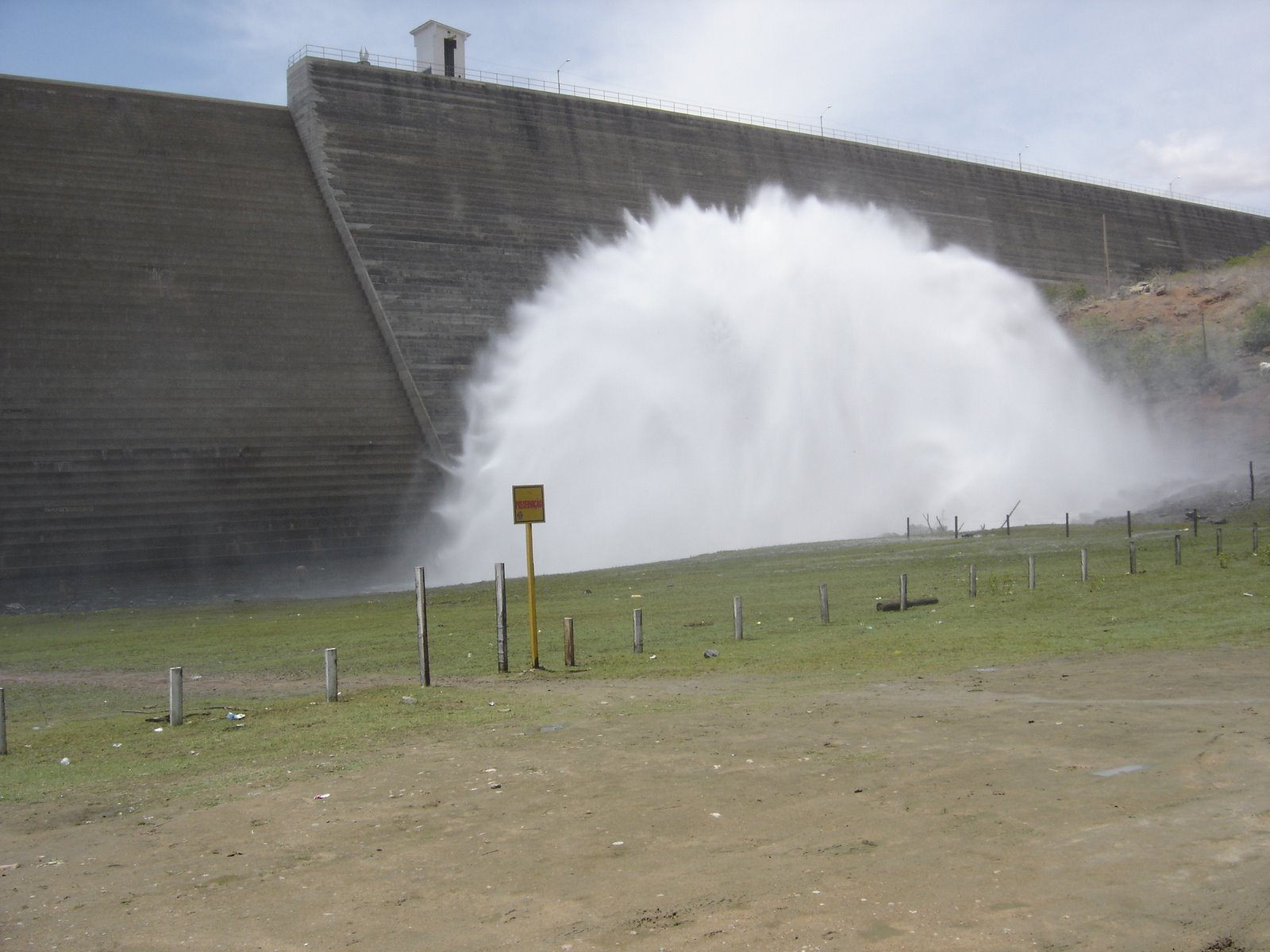
Represa de Santa Cruz en Apodi.